# كليفلاند بيكر
كليفلاند بيكر هو سياسي كندي، ولد في 14 أبريل 1886، وتوفي في 22 يوليو 1967 بسبب حادث مرور.